# Фельджандармерія

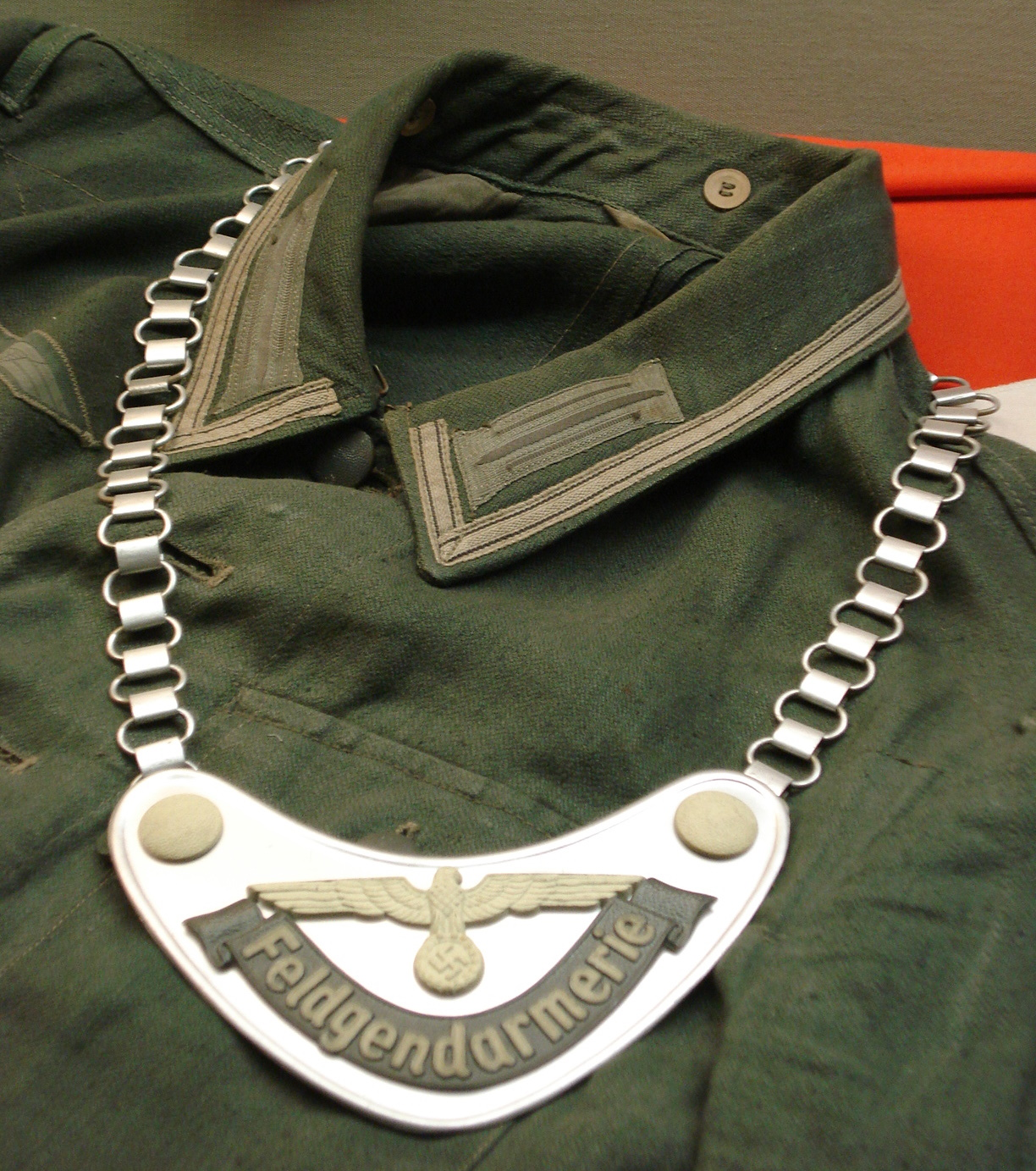
Нагрудний горжет фельджандармерії на польовій формі Вермахту

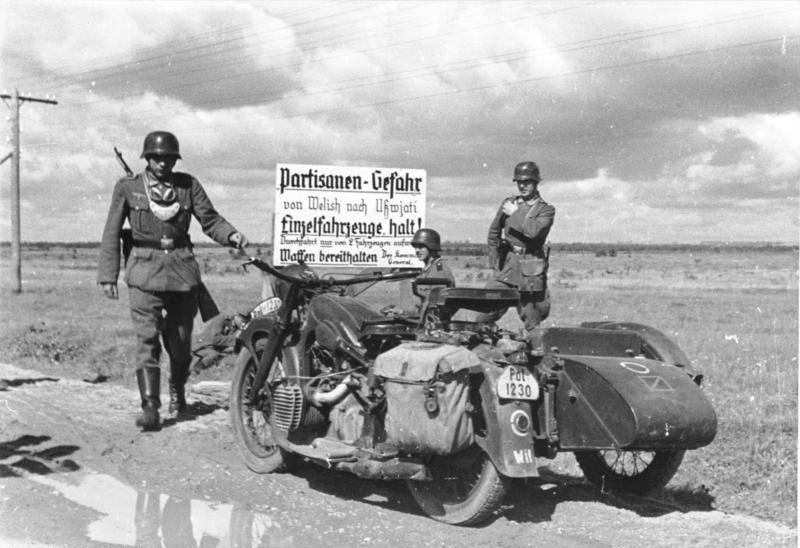
Підрозділ фельджандармерії в ході вторгнення в СРСР, липень 1941. Надпис: «Увага! Попереду загроза партизан! Рух поодиноких машин заборонений! Зброю тримати наготові!»

Фельджандармерія (нім. Feldgendarmerie — польова жандармерія) — військова поліція Збройних сил Німеччини, існувала із середини 19 століття до кінця Другої світової війни. Останні формування були розформовані в 1946 році.